# Legitymacja studencka

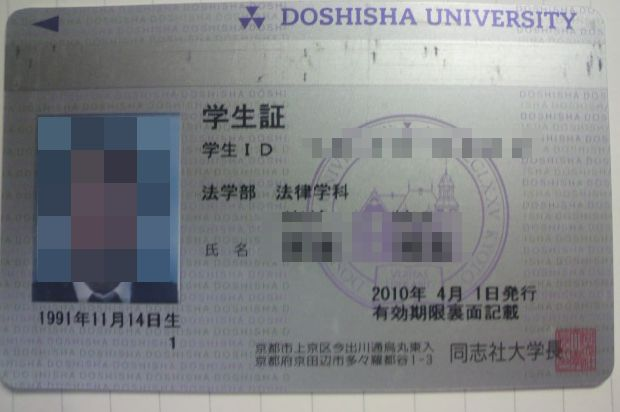
Legitymacja studencka japońskiego studenta jednego z uniwersytetów w Kioto

Legitymacja studencka – legitymacja poświadczająca status studenta. Dokumenty te są zwykle ważne przez jeden semestr lub trymestr i po upływie tego okresu muszą zostać przedłużone ich daty ważności.
Oprócz przechowywanych w legitymacji danych do identyfikacji studenta uczelnie mogą wgrywać również inne aplikacje.